# Ходорыч, Алексей Владимирович
Алексе́й Влади́мирович Ходо́рыч (22 ноября 1972, Петропавловское, Ставропольский край — 13 октября 2023, Москва) — российский журналист. Специальный корреспондент и руководитель отдела журнала «Коммерсантъ-Деньги», главный редактор детского издания «Классный журнал», директор по детским проектам издательства «Открытые системы», ведущий радиопередач, организатор конкурсов, автор книг по бизнесу и психологии. Совладелец бренда алкогольной продукции «Косогоров-самогон». Участник движения ЕЖЕ, лауреат конкурса РОТОР в номинациях «редактор года» (2010) и «великолепная двадцатка» (2007, 2009, 2010).

## Биография
Родился 22 ноября 1972 года в селе Петропавловское Ставропольского края.
Окончил журфак Ростовского университета. Работал в «Коммерсанте» с 1998 года, занимал должность руководителя группы в журнале «Коммерсантъ-Деньги». Ходорыч также был главредом развлекательного детского издания «Классный журнал», работал ведущим радиопрограмм. С 2016 по 2023 год был автором и ведущим программы «Классное детство» на канале «Медиаметрикс».
Был дважды лауреатом премии им. Никиты Кириченко в 2005 и 2006, лауреатом Второго всероссийского конкурса деловой журналистики «Россия финансовая» в 2000 году. Победитель в номинации «лучшая аналитическая публикация», премия Citigroup Journalistic Excellence Award (2005). Лауреат конкурса «РОТОР» в номинациях «редактор года» (2010) и «великолепная двадцатка» (2007, 2009 и 2010).
Созданный Ходорычем алкогольный бренд «Косогоров-самогон» стал прецедентом выведения самогона на рынок в качестве коммерческого продукта. В 2005 году награждён спецпремией Союза журналистов за книгу «Самогонные хроники» (журналист выступил соавтором): об истории и создании бренда «Косогоров-самогон», совладельцем которого являлся Ходорыч.
Скончался 13 октября 2023 года в Москве от рака в возрасте 50 лет. Похоронен 15 октября на Николо-Архангельском кладбище.
4 сентября 2024 года на Московской международной книжной ярмарке на конкурсе детских СМИ «Волшебное слово» одна из номинаций была названа в честь Алексея Ходорыча «Лучшее школьное СМИ — премия имени Алексея Ходорыча». Алексей был амбассадором детских СМИ, постоянным участником и вдохновителем конкурса «Волшебное слово», автором его гимна.

## Сочинения
- «Идеальный аргумент. 1500 способов победить в споре с помощью универсальных фраз-энкодов»
- «Энкоды: Как договориться с кем угодно и о чем угодно»
- «Самогонные хроники. От национальной идеи к успешному премиум-бренду»
- «151 угроза вашему кошельку»
- «Пилоты телесериалов»

## Награды
- Премия Правительства Российской Федерации в области средств массовой информации (25 декабря 2023 года, посмертно) — за реализованный в Год педагога и наставника в Российской Федерации просветительский конвергентный журнально-анимационный проект по популяризации чтения среди детской и подростковой аудитории «Литературная Одиссея» и активную работу с педагогическим сообществом[16].
- Лауреат десятого Всероссийского Конкурса журналистов и медиаисследователей «Семья и будущее России» (28 октября 2023 года). Номинация «Социальные проекты» (3-е место). Фонд Андрея Первозванного[17].
- Лауреат международного конкурса «Национальная литературная премия Золотое Перо Руси — 2019» (20 октября 2019 года). Номинация «Издания» (серебряный лауреат)[18].
- Лауреат премии Союза журналистов России за 2004 год в номинации «Журналистская акция года» за серию материалов под рубрикой «Возвращение самогонщиков»[19].